# Phytomyza dryas
Phytomyza dryas är en tvåvingeart som beskrevs av Erich Martin Hering 1937. Phytomyza dryas ingår i släktet Phytomyza och familjen minerarflugor.
Artens utbredningsområde är Polen. Inga underarter finns listade i Catalogue of Life.